# Lacs (Togo)

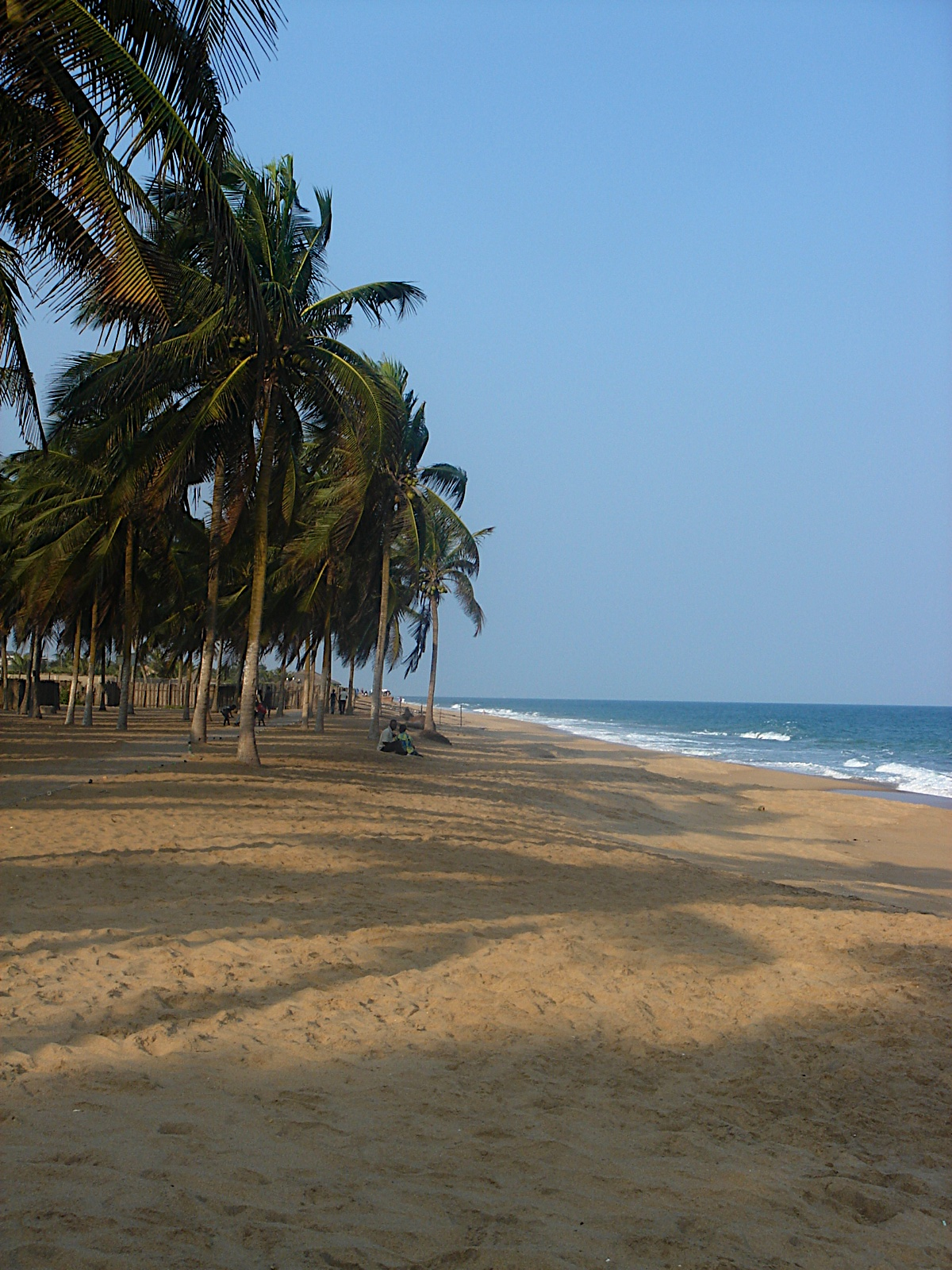
Strand met kokospalmen bij Aného

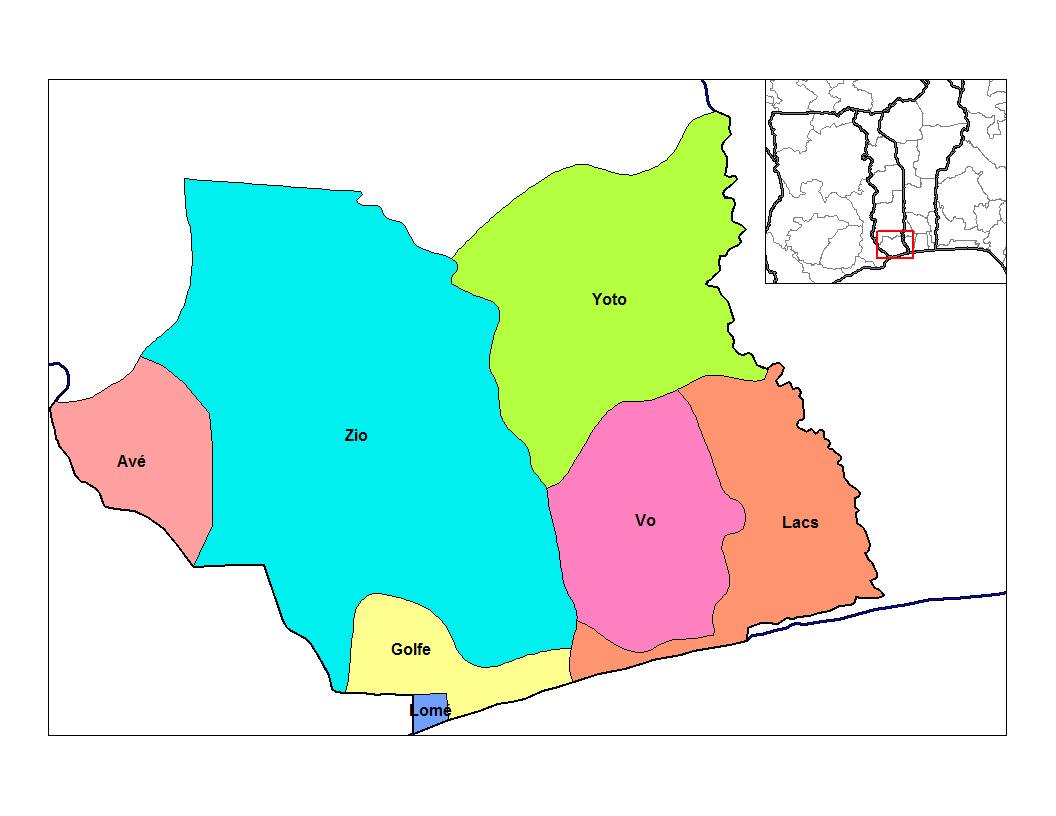
De prefecturen van de regio Maritime

Lacs is een van de zes prefecturen van de regio Maritime in het zuiden van Togo. Het administratief centrum van de prefectuur is de stad Aného. Lacs telde in 2010 172.148 inwoners.

## Geografie
Lacs heeft een oppervlakte van 416,4 km² en grenst in het zuiden en het oosten aan Benin. Lacs heeft een kuststrook aan de Golf van Benin.